# Fraignot-et-Vesvrotte
Fraignot-et-Vesvrotte település Franciaországban, Côte-d’Or megyében. Lakosainak száma 72 fő (2022. január 1.). Fraignot-et-Vesvrotte Beneuvre, Barjon, Salives, Avot, Bussières és Minot községekkel határos.

## Népesség
A település népességének változása:
| Lakosok száma | 92   | 73   | 76   | 70   | 60   | 55   | 62   | 65   | 66   | 72   |
|               | 1968 | 1982 | 1990 | 2006 | 2013 | 2015 | 2017 | 2019 | 2020 | 2022 |